# Vassili Tiorkine
Vassili Tiorkine (en russe : Василий Тёркин) est un poème en trois parties, narrant les exploits d'un soldat d'infanterie soviétique Vassili Tiorkine lors de la Deuxième Guerre mondiale. Il est écrit par Alexandre Tvardovski en 1942.

## Création
L'image et le nom de Tiorkine sont créés quand Tvardovski travaille comme correspondant du journal du district militaire de Leningrad (Ленинградский военный округ) Na strazhe Rodiny (На страже Родины), lors de la guerre d'Hiver. Tiorkine est d’abord le héros d'un feuilleton illustré tirant vers le rocambolesque, le fruit d'un travail collectif où le rôle de Tvardovski, en dehors de l'introduction, se résume plutôt à la rédaction. L'auteur des dessins est Vassili Ivanovitch Fomitchev. Parallèlement Tvardovski écrit de nombreuses poésies sur le thème militaire, qui paraissent dans la périodique, notamment dans Krasnaïa Zvezda, ou alors incluses dans les recueils. Ces œuvres dont le style est déjà reconnaissable constituent la base du futur poème. Ainsi, on retrouve une petite composition Au Bivouac (На привале) datant de 1939, qui y sera intégrée. D'autres chants du poème comme Le Tank ou Le Garmon, paraissent en 1940.
Tiorkine retrouve ensuite une seconde vie en 1942, sous la plume de Tvardovski, dans le journal Krasnaïa Armia [Armée rouge], sans illustrations et dans le contexte plus sobre. D'autres personnages similaires se développent à la même époque dans presque toutes les périodiques, comme le cosaque Ivan Gvozdiev créé par le poète Boris Palitchuk ou la série du "père Danila" (Про деда Данилу) ou encore celle intitulée Willy Müller à l'Est (Вилли Мюллер на востоке).

## Structure du poème
Les épisodes du poème ne représentent pas une suite qui irait vers une quelconque culmination. Chaque chapitre peut être lu séparément. L'auteur soulige lui-même que, premièrement, « à la guerre il n'y a pas de sujet » et, deuxièmement, le souci premier en temps de guerre est d'apporter un réconfort immédiat au lecteur susceptible de périr avant de lire la suite.

## La figure du héros
Natif de Smolensk, Vassili Tiorkine est un homme ordinaire, sincère et sans ambitions affichées. Il est blagueur et n'a pas la langue dans sa poche. Il aime chanter et joue du garmon. En accomplissant les actes héroïques il reste modeste, il n'attend pas les récompenses. Il lui arrive toutefois d'être saisi d'un esprit de rivalité, comme, quand il rencontre lors de son séjour au lazaret un soldat d'un autre canton, décoré d'une médaille, qui le snobe. Il se met à rêver d'en avoir la même pour faire comprendre à ce dernier que, mine de rien, il ne lui est pas inférieur.

Le poème ne relate pas l'historique exacte de la guerre. Toutefois, les épreuves que traverse Tiorkine  renvoient à une suite de hauts-faits militaires accomplis par l'Armée soviétique en 1940-1945.
Sa légende est célébrée par un tableau du peintre Yuri Mikhailovitch Neprintsev (en) intitulé Repos après le combat, Vassili Tiorkine que conserve la galerie Tretiakov à Moscou et qui est fort connu pour avoir été reproduit dans les livres d'école.